# In the Mood
Az In the Mood a big band-korszaknak egy népszerűvé valt darabja. Glenn Miller amerikai zenekarvezető rögzítette 1939-ben. A dal Wingy Manone dzsessztrombitás Tar Paper Stomp című szerzeményén alapul. Első felvételét „In the Mood” címmel az Edgar Hayes & His Orchestra adta ki 1938-ban.
1983-ban az 1939-ben készült Glenn Miller felvételt beválasztották a Grammy Hall of Fame-be. 2004-ben a szám bekerült a Library of Congress National Recording Registry-be, mint „kulturálisan, történelmileg vagy esztétikailag jelentős” felvétel.
1999-ben a National Public Radio (NPR) felvette az 1939-es Glenn Miller felvételt „A 20. század 100 legfontosabb amerikai zenei alkotása” listájára.
A lemez B oldalán az „I Want to Be Happy” című dal pedig a legkelendőbb instrumentális swing lett.

## Híres felvételek
- The Andrews Sisters
- Jerry Lee Lewis
- Elsie Bayron és José Moro
- Chet Atkins
- Bill Haley & His Comets
- Bad Manners
- The Puppini Sisters
- Ernie Fields
- Johnny Maddox
- Bette Midler
- Ray Conniff
- Jonathan King
- Jazz Lag
- The Jazz Ambassadors
- Brian Setzer Orchestra
- Copenhagen Showband
- Satin Dollz
- Xavier Cugat
- Tommy Dorsey
- Duke Ellington
- Artie Shaw
- The Shadows
- Chet Atkins

## Filmek
- https://en.wikipedia.org/wiki/In_the_Mood_(film)

## Díjak
- 1939: Grammy Hall of Fame
- 1999: National Public Radio (NPR): a dal „a 20. század 100 legfontosabb amerikai zenei alkotásainak” listájára került
- 2004: Library of Congress National Recording Registry − „kulturálisan, történelmileg és esztétikailag jelentős” felvétel